# Schirilla György (sportoló, 1939–1999)
Schirilla György (Budapest, 1939. május 13. – Budapest, 1999. február 3.) magyar szupermaratonista, hosszútávúszó és kerékpárversenyző, Schirilla György jogász fia, ifj. Schirilla György sportoló édesapja.

## Élete
1939-ben született súlyos szívbetegséggel. A szülőket nem biztatták az orvosok, mindössze negyven évet jósoltak fiuknak. Szívbaját tetézte, hogy tizenegy éves korára kerekesszékbe kényszerült, járványos gyermekbénulás miatt egyik lábát sem tudta használni. Két évig kezelték a Mexikói úti kórházban, a kórteremben határozta el, hogy ha meggyógyul, olyan teljesítményt visz véghez, ami korábban még senkinek sem sikerült.
Felgyógyult, bár egyik lába vékonyabb lett. Ezt a testrészt csúfolta tizennyolc éves korában egy lány, mire a fiú úgy döntött, véget vet életének, és a jeges Dunába ugrott. A fulladást és a hirtelen szívhalált megúszta, kapott viszont egy tüdőgyulladást és egy hatalmas meglepetést: mindkét lábában beindult a vérkeringés.
Túlélése meghatározó élmény volt. Eldöntötte, hogy onnantól kezdve minden évben úszik a jeges Dunában. A fagyos kihívásra futással és jógával készült, bőrét élesztővel kente be, hogy bírja a hideg vizet.
Harmincöt éven át kerülgette a jégtáblákat, de a szárazföldön is aktív maradt: 1967-ben harminckét nap alatt futotta le a Budapest és Moszkva közötti táv 2216 kilométerét. Egy évvel később elfutott Kenderesre, erről az útjáról Gazdag Gyula készített filmet Hosszú futásodra mindig számíthatunk címmel.
1975-től évente körbefutotta a Balatont, olykor nemcsak a saját futásával, hanem tanítványaival is törődve. A sport mellett az egészséges táplálkozás is szenvedélyévé vált, tizenkét éves kora óta nem evett húst, viszont vízkúrákat tartott, és kimondottan károsnak nevezte a levesfogyasztást. Hosszú boldog élet című, 1989-es könyvében azt írta, hogy a leves a hús utáni legegészségtelenebb táplálékunk, „mert felhígítja a gyomornedveket, és ezt követően akármit is eszünk, az csak hiányosan tud felszívódni”. Úgy vélte, hogy az organikus nyers étel „a meghosszabbított ifjúság záloga”. Minden nap evett mákot.
A pincérként, taxisofőrként és testnevelő tanárként is dolgozó Schirilla Györgyöt hatvanévesen, 1999. február harmadikán érte a halál. Fia, ifj. Schirilla György pedig azóta is rendületlenül ápolja az apja teremtette hagyományt: minden télen úszik a jeges Dunában.

## Emlékezete
Fia a Vasas pasaréti pályáján életnagyságú szobrot emeltetett neki, az avatás ideje 2008. május 13-a volt, egyben édesapja születésnapja. A szobrot Baucsek János szobrászművész készítette.

## Könyvei
- Egy távfutó vallomásai (1986)
- A legnagyobb hazugság (1987)
- Vegetáriánuskönyv (1988)
- Hosszú, boldog élet (1989)
- Az élet tankönyve (1990)
- Az élet patikája (1990)
- A lélek patikája (1990)
- PED, a lábad őrizd meg! (1995)